# 数据报
數據報是在封包交換網路中的最小傳輸資料單元的抽象詞彙。對於應用層、TCP、IP、LAN不同網路通訊層而言，datagram內容逐層增加，並不相同。Datagram的設計使無連接式通訊成為可能，同時與Datagram接收先後順序無關，它與虛擬電路構成了分組交換的兩種主要傳輸方式。

## 定義
RFC 1594 對數據報的定義如下：
一個自我完備的獨立資料實體，攜帶著足夠的資訊，它能夠從源頭，選取路徑，最終到達目的電腦，而不用依賴起始電腦、目的電腦以及傳輸網路預先交換的資訊。——RFC 1594

## 歷史
數據報的概念，最早出現在1970年的CYCLADES封包網路計畫中，由路易斯·普贊提出。隨後被使用於網際協議（IP）之上。